# Paycheck
Pour plus de détails, voir Fiche technique et Distribution.
Paycheck ou La Paye au Québec est un film de science-fiction américano-canadien réalisé par John Woo, sorti en 2003. Il s'agit d'une adaptation de la nouvelle La Clause du salaire de Philip K. Dick parue en 1953.

## Synopsis
Seattle, dans un futur proche. Michael Jennings est un ingénieur spécialiste en rétro-ingénierie qui travaille sur des dossiers confidentiels et des techniques de pointe. Par contrat, sa mémoire est effacée après chaque mission et il oublie tout ce qui s'est passé dans ce laps de temps. Il accepte une mission de trois ans pour son ami de longue date, James Rethrick, PDG de la société Allcom. Cet accord devrait lui permettre de gagner suffisamment d'argent pour prendre sa retraite. Mais une fois sa mémoire effacée, il découvre qu'il a renoncé à l'argent en échange d'une simple enveloppe contenant des effets personnels d'une valeur dérisoire. Il constate par ailleurs que le FBI et des tueurs privés sont à ses trousses. En cavale, il va essayer de reconstruire le puzzle des trois années écoulées.

## Fiche technique
Sauf indication contraire, les informations mentionnées dans cette section peuvent être confirmées par les bases de données cinématographiques IMDb et Allociné,  présentes dans la section « Liens externes ».
- Titre original et français : Paycheck
- Titre québécois : La Paye[1]
- Réalisation : John Woo
- Scénario : Dean Georgaris, d'après la nouvelle La Clause du salaire (Paycheck, 1953) de Philip K. Dick
- Musique : John Powell
- Direction artistique : Sandy Cochrane
- Décors : William Sandell
- Costumes : Erica Edell Phillips
- Photographie : Jeffrey L. Kimball
- Son : Per Hallberg, Gregg Landaker, Steve Maslow, Mark P. Stoeckinger
- Montage : Christopher Rouse et Kevin Stitt
- Production : Terence Chang, John Davis, Michael Hackett et John Woo
  - Production déléguée : Stratton Leopold et David Solomon
  - Coproduction : Arthur Anderson et Caroline Macaulay
- Sociétés de production :
  - États-Unis : Davis Entertainment et Lion Rock Productions, en association avec Solomon/Hackett Productions, présenté par Dreamworks Pictures et Paramount Pictures
  - Canada : avec la participation de Province of British Columbia Film Incentive BC
- Sociétés de distribution : Paramount Pictures (États-Unis, Canada) ; United International Pictures (France, Suisse romande)
- Budget : 60 millions USD[2],[3]
- Pays de production :  États-Unis,  Canada
- Langue originale : anglais
- Format : couleur (DeLuxe) — 35 mm — 2,39:1 (Panavision) — son DTS / Dolby / SDDS / Dolby Digital
- Genre : science-fiction, action, thriller
- Durée : 119 minutes
- Dates de sortie[4] :
  - Canada (Québec) : 19 décembre 2003[1]
  - États-Unis : 25 décembre 2003
  - France, Belgique, Suisse romande : 25 février 2004[5],[6],[7]
- Classification[8] :
  - États-Unis : accord parental recommandé, film déconseillé aux moins de 13 ans (PG-13 - Parents Strongly Cautioned)[N 1]
  - Canada (Nouvelle-Écosse) : les enfants de moins de 14 ans doivent être accompagnées d'un adulte (14A - 14 Accompaniment)
  - Québec : tous publics - déconseillé aux jeunes enfants (G - General Rating)[1]
  - France : tous publics[9]
  - Belgique : tous publics (Alle Leeftijden)[6]
  - Suisse romande : interdit aux moins de 12 ans[10]

## Distribution
- Ben Affleck (VF : Jean-Pierre Michaël) (VQ : Pierre Auger) : Michael Jennings
- Aaron Eckhart (VF : Bruno Dubernat) (VQ : Daniel Picard) : James Rethrick
- Uma Thurman (VF : Juliette Degenne) (VQ : Nathalie Coupal) : Dre Rachel Porter
- Paul Giamatti (VF : Daniel Lafourcade (VQ : François Sasseville) : Shorty
- Colm Feore (VF : Nicolas Marié) (VQ : Benoît Rousseau) : John Wolfe
- Joe Morton (VF : Pascal Renwick) (VQ : Jean-Marie Moncelet) : l'agent Dodge
- Michael C. Hall (VF : Gilles Morvan) (VQ : François L'Écuyer) : l'agent Klein
- Peter Friedman (VF : Jean Barney (VQ : Guy Nadon) : l'avocat général Brown
- Kathryn Morris (VF : Laurence Dourlens) : Rita Dunne
- Ivana Miličević (VF : Dorothée Pousséo) : Maya-Rachel
- Callum Keith Rennie : Jude
- Krista Allen : la femme en hologramme

## Production

### Genèse et développement
Le projet d'adaptation de la nouvelle La Clause du salaire de Philip K. Dick est développé dès 1996 lorsque les droits sont acquis par Caravan Pictures, filiale de The Walt Disney Company. Brett Ratner est un temps évoqué comme réalisateur. Le rôle de Michael Jennings est proposé à Matt Damon, qui refuse,.

### Attribution des rôles
Ce film marque les débuts au cinéma de Michael C. Hall. Sienna Miller a quant à elle passé un bout d'essai pour le rôle de Rachel Porter, finalement attribué à Uma Thurman.

### Tournage
Le tournage a principalement lieu à Vancouver (Vancouver Film Studios, station Burrard, université de la Colombie-Britannique, Waterfall Building, Vancouver Technical Secondary School). Certaines scènes sont tournées à Winnipeg dans le Manitoba,.

### Musique
La musique originale est composée par John Powell. L'album est sorti en 2021 via le label Varèse Sarabande. Elle contient deux CD.

## Accueil

### Accueil critique
Le film reçoit des critiques plutôt négatives. Sur l'agrégateur américain Rotten Tomatoes, il récolte 27% d'opinions favorables pour 157 critiques et une note moyenne de 4,7⁄10. Le consensus suivant résumé les critiques compilées par le site : « Bien que la nouvelle de Dick ait une histoire intrigante, Woo la réduit à de nombreuses poursuites, fusillades et explosions sans signification ». Sur Metacritic, il obtient une note moyenne de 43⁄100 pour 34 critiques.
En France, le film obtient une note moyenne de 2,7⁄5 sur le site AlloCiné, qui recense 19 titres de presse.
John Woo avouera être déçu par ce film : « J'étais favorable aux éléments de science-fiction dans Paycheck parce qu'il n'y en avait pas trop. J'avais l'intention d'en faire un film à la Alfred Hitchcock, quelque chose de plus centré sur le suspense et les sensations fortes que sur les armes à feu et les fusillades, mais malheureusement le scénario n'a pas été écrit de cette façon. Cela n'a pas bien fonctionné pour le suspense, et cela ne s'est pas déroulé comme je le voulais, pas aussi “hitchcockien”. Mais au moins, c'était agréable de travailler avec Ben Affleck. »

### Box-office
Malgré un accueil plutôt négatif de la presse, le film récolte plus de 117 millions de dollars dans le monde, pour un budget estimé à 60 millions.
| Pays ou région    | Box-office      | Date d'arrêt du box-office | Nombre de semaines |
| ----------------- | --------------- | -------------------------- | ------------------ |
| États-Unis Canada | 53 790 451 $    | 1er avril 2004             | 15                 |
| France            | 689 651 entrées |                            | -                  |
| Total mondial     | 117 248 958 $   | -                          | -                  |

## Distinctions

### Récompenses
- The Stinkers Bad Movie Awards 2003 : pire acteur pour Ben Affleck
- Key Art Awards 2004 : meilleurs graphismes animés pour le teaser
- Razzie Awards 2004 : pire acteur pour Ben Affleck[N 2]

### Nominations
- Razzie Awards 2010 : pire acteur de la décennie pour Ben Affleck
- Saturn Awards 2004 : meilleur film de science-fiction

## Éditions en vidéo
- En France, le film Paycheck est sorti en DVD le 25 août 2004[25]. Par la suite, le film est ressorti en DVD le 3 août 2006[26], puis en Blu-ray le 19 novembre 2009[27] et en VOD le 1er janvier 2015[5].
- Au Québec, le film est sorti en DVD le 18 mai 2004[11].

## Commentaires
Ce film, comme plusieurs autres de John Woo contient une scène d'impasse mexicaine (Mexican standoff en anglais). C'est pourtant un souhait de Ben Affleck, grand fan de The Killer et À toute épreuve, qui a insisté auprès du réalisateur.